# Doctor Web
Doctor Web, Ltd. (russisch Доктор Веб) ist Anbieter eigenentwickelter IT-Sicherheitslösungen und Managed Security Services für IT-Provider.
Die Antivirensoftware Dr.Web wird seit 1992 vom Firmengründer Igor Danilov (* 1964) entwickelt.
Das Unternehmen wurde 2003 gegründet und hat seinen Hauptsitz in Moskau.
Seine Entwicklungsabteilung sowie das hauseigene Antivirenlabor befinden sich in St. Petersburg.
Neben Tochtergesellschaften unter anderem in Frankreich, der Ukraine, Kasachstan, Japan und China ist das Unternehmen durch die Doctor Web Deutschland GmbH mit Sitz in Baden-Baden auch in Deutschland vertreten.

## Dr.Web Antivirensoftware
Dr.Web Antivirensoftware ist auf verschiedenen Systemplattformen verfügbar und eignet sich so für Lösungen in heterogenen IT-Landschaften.
Die Produktpalette gliedert sich hauptsächlich in Sparten für Privat- und Geschäftskunden:
- Für Privatkunden bietet Doctor Web Antivirensoftware für Workstations und mobile Endgeräte an.
- Für Geschäftskunden umfasst die Produktpalette Antivirensoftware für
  - Workstations und mobile Endgeräte,
  - Datei- und Terminalserver sowie
  - E-Mail- und Proxy-Server, die über eine web-basierte Verwaltungszentrale ausgebracht und gesteuert werden können.

Seit 2009 eröffnet sich Doctor Web mit dem Managed Security Service Dr.Web AV-Desk ein weiteres Geschäftsfeld: IT-Provider können damit ihren Kunden Dr.Web Antivirensoftware im SaaS-Modell auf Basis von Abonnements zur Verfügung stellen.
Clients von Dr.Web AV-Desk sind heute weltweit auf ca. 1,3 Mio. Rechnern installiert (Stand 10. März 2014).
Für akute Rettungsmaßnahmen bietet Doctor Web außerdem Werkzeuge an, mit denen sich auf einzelnen Rechnern oder in ganzen Netzwerken Viren finden und beseitigen lassen.
Weitere Hilfsprogramme (z. B. zur Entschlüsselung von Dateien, die von Trojanern verschlüsselt wurden) sind kostenfrei von der Webseite herunterladbar.

## Kritik
Die Antivirensoftware von Dr. Web berichtet viele False Positives (Vermeintliche Viren, die keine sind). So wird etwa die Open Source Schach-GUI Winboard als Virus klassifiziert. Auf Einsprüche von Software-Entwicklern wird nicht oder nur langsam reagiert. Umgekehrt entzieht sich Dr. Web der Qualitätskontrolle durch bekannte Akteure, wie etwa das Fachmagazin Virus Bulletin.